# Arquidiocese de Lecce
A Arquidiocese de Lecce (Archidiœcesis Lyciensis) é uma circunscrição eclesiástica da Igreja Católica situada em Lecce, Itália. Seu atual arcebispo é Angelo Raffaele Panzetta. Sua Sé é a Catedral de Lecce.
Possui 77 paróquias servidas por 165 padres, abrangendo uma população de 269 170 habitantes, com  99,7% dessa população jurisdicionada batizada (268 120 católicos).

## História
A tradição, não anterior à segunda metade do século XVI, data a fundação da diocese de Lecce nos tempos apostólicos: no século I Justo de Corinto pregou a fé cristã na cidade de Salento, convertendo Orôncio que então foi consagrado bispo em Corinto pelo apóstolo Paulo, que teria ao seu lado seu sobrinho Fortunato como coadjutor e sucessor.
A partir do século XVII, historiadores locais como Giulio Cesare Infantino e Francesco Nicola Fatalò ampliaram a linhagem episcopal de Lecce dos primeiros séculos, em parte adotada por Ferdinando Ughelli na sua Italia sacra, e, segundo os gostos do época, “com a ajuda da imaginação” aceitaram “tradições acríticas sobre as origens da sé episcopal e da sucessão episcopal”. Tornaram-se assim bispos de Lecce, prelados que historicamente ocuparam outras sedes episcopais, como Lêucio de Brindisi, Dionísio de Alexandria, Brás de Sebaste ou Nicetas de Remesiana.
Segundo De Leo, as lendas hagiográficas que estão na origem da linhagem episcopal de Lecce implicam, no entanto, um "núcleo de verdade", nomeadamente que "é extremamente provável que a difusão do cristianismo na Terra de Otranto tenha ocorrido por volta dos séculos IV-V pelo protobispo de Brindisi, Lêucio". Uma primeira presença cristã em Lecce também é lembrada num dos poemas do bispo Paulino de Nola no século IV.
A diocese está historicamente documentada a partir da segunda metade do século VI: em 553 o bispo Venanzio Lippiensis assinou o Constitutum em Constantinopla com o qual o Papa Vigílio proibia a condenação dos Três Capítulos; em 595, devido à morte do bispo, o Papa Gregório Magno nomeou Pedro de Otranto visitador apostólico da diocese e encarregou-o de supervisionar a eleição do novo bispo. Não há mais notícias da diocese de Lecce até o século XI.
Informações reapareceram na segunda metade do século XI, coincidindo com as conquistas normandas, que fizeram de Lecce um importante centro comercial, até se tornar a capital do Salento. Neste período encontra-se o bispo Teodoro, documentado em diplomas de 1057, 1092 e 1101, textos sobre cuja autenticidade, no entanto, os historiadores não são unânimes. O fato de Lecce pertencer à província eclesiástica da Arquidiocese de Otranto está documentada desde a Idade Média.
No século XII, "a Igreja de Lecce recebeu como doação alguns feudos, incluindo o de San Pietro Vernotico... O bispo de Lecce ostentava direitos feudais sobre San Pietro Vernotico, Novoli, Carmiano, Magliano, Monteroni, San Pietro in Lama e Lequile, tinham jurisdição civil e criminal sobre Lequile, Cavallino, Lizzanello, Vanze, Merine, Campi, Strudà, Melendugno, San Cassiano e Squinzano".
Durante o episcopado de Braccio Martelli, em meados do século XVI, houve um forte impulso à construção religiosa; neste período foram abertos novos canteiros de obras, entre os mais importantes o da basílica de Santa Croce. O próprio bispo foi o primeiro prelado de Lecce a participar do Concílio de Trento.
O verdadeiro iniciador da reforma tridentina em Lecce foi Luigi Pappacoda (1639-1670), "homem enérgico mas conciliador, celebrou sínodos, visitou as paróquias e obteve resultados importantes em benefício da Reforma".
Na segunda metade do século XVI, a Igreja de Lecce iniciou uma revolução arquitetônica que duraria cerca de dois séculos. iniciaram uma série de modificações e novas estruturas, que pouco depois influenciaram também as residências nobres, marcando assim o início da o Barroco de Lecce , que encontrou na Igreja o seu maior promotor. Em alguns casos criou-se uma espécie de simbiose bispo-arquiteto, como nos casos de Luigi Pappacoda com Giuseppe Zimbalo, e Antonio e Michele Pignatelli com Giuseppe Cino.
No início do século XVIII, a cidade e a diocese de Lecce viveram um dos momentos mais sombrios e tristes da sua história, o ponto culminante dos conflitos seculares entre as autoridades civis e religiosas. "Fabrizio Pignatelli, representante da resistência papal contra os exequaturs e os impostos contra os clérigos, não aceitou as restrições sobre a matéria pretendidas pela administração cívica, que se queixou da impossibilidade de sobrevivência, dado o número daqueles que se colocaram sob a batina para evitar pagar impostos." "O profundo contraste entre autoridade eclesiástica e civil, que primeiro causou a repentina captura e deportação do Bispo Pignatelli para fora do Reino, e depois a expulsão de Lecce do vigário geral Scipione Martirani, bem como o encarceramento dos parentes destes", está na origem do interdito lançado contra a cidade pelo bispo Fabrizio Pignatelli, confirmado com um breve apostólico do Papa Clemente XI em 24 de dezembro de 1711. Em Lecce foi assim proibido qualquer tipo de atividade religiosa, sacramental e pastoral, até à resolução das graves tensões entre Estado e Igreja em 1719.
Com a unificação da Itália, muitos bens da igreja de Lecce foram confiscados, inclusive o seminário, que virou quartel, e voltou à diocese graças aos pedidos do bispo Salvatore Luigi Zola (1877-1898). O início do século XX viu a ação pastoral do bispo Gennaro Trama (1902-1927), que "combateu os erros do modernismo, celebrou o congresso eucarístico de 1925, promoveu associações laicas com o nascimento da Ação Católica, dos franciscanos terciários, as Damas da Caridade, as diversas confrarias; também promoveu o nascimento do Piccolo Credito Salentino, o primeiro banco católico do Salento".
Após a Segunda Guerra Mundial, trabalhou o bispo Francesco Minerva (1950-1981), tentando aplicar os regulamentos do Concílio Vaticano II, e que em 1956, de 29 de abril a 6 de maio, acolheu em Lecce o XV Congresso Eucarístico Nacional, no qual o cardeal Marcello Mimmi interveio como legado papal.
Em 28 de setembro de 1960, a diocese perdeu a sua centenária condição de sufragânea da arquidiocese de Otranto, tornando-se imediatamente sujeita à Santa Sé em virtude da bula Cum a nobis do Papa João XXIII.
Em 20 de outubro de 1980, Lecce foi elevada à categoria de sé metropolitana com a constituição apostólica Conferentia Episcopalis Apuliae pelo Papa João Paulo II. Com esta bula, ao mesmo tempo que a supressão das sedes metropolitanas de Brindisi e Otranto, foi criada a província eclesiástica de Lecce, composta por 6 dioceses sufragâneas: Otranto, Ugento-Santa Maria di Leuca, Nardò, Gallipoli, Brindisi e Ostuni. Em 30 de setembro de 1986, com o decreto Instantibus Votis da Congregação para os Bispos, Brindisi e Ostuni e Nardò e Gallipoli uniram-se em plena união; o número de sufragâneas foi assim reduzido para 4 dioceses.
Em setembro de 1994 a arquidiocese recebeu a visita pastoral do Papa João Paulo II.

## Prelados
Os bispos anteriores a Venâncio (século VI) não são atestados historicamente, mas derivam de uma reconstrução da historiografia de Lecce do século XVII.
- Santo Orôncio ? † (século I)
- São Fortunato ? † (século I)
- Santo Heleno ? † (século I)[20]
- São Lêucio ? † (século I)
- Donato ? † (século II)[21]
- São Dionísio ? † (século III)[22]
- São Brás ? † (século IV)[23]
- Santo Aniceto (ou Nicetas) ? † (século IV)[24]
- Giovanni Salice ? † (século V)[25]
- Lêucio II ? † (século V)[26]
- Venâncio † (mencionado em 553)[27]
- Teodoro Bonsecolo † (atestado em 1057, em 1092 e em 1101)
- Formoso[28] † (antes de 1114 - depois de 1115)
- Gualtiero I † (mencionato em 1134)
- Pietro Guarini † (antes de 1179 - depois de 1182)[29][30]
- Fulco Bello † (1196 - depois de 1200)[29]
- Roberto[31] † (1212 - depois de 1230)[29]
  - Sede vacante (1239)[29]
- Gualtiero II di Massafra † (documentado como "bispo eleito" em 1254 e 1255)[29]
- Roberto de São Brás † (mencionado em 1260 ?)[29]
- Pietro de Romana † (documentado como "bispo eleito" em 1267)[29]
- Anônimo † (? - 1269)[29]
- Gervásio † (1269 - 1272)[29]
- Anônimo † (documentado como "bispo eleito" em 1272)[29]
  - Sede vacante (1274)[29]
- Godofredo (Goffredo) † (mencionado em 1285 circa)[32]
- Roberto de Noha † (mencionado em 1301)
- Giovanni de Glandis † (antes de 1339 - 1348)
- Roberto Guarini † (1348 - ?)
- Antonio De Ferraris † (1373 - ?)
  - Nicola da Taranto † (1384 - 1387) (pseudobispo)
  - Ludovico † (mencionado em 1386) (bispo eleito)
- Leonardo † (1386 - 1389)
- Antonio da Viterbo, O.F.M. † (1389 - ?)
- Tommaso Morganti, O.Cist. † (1409 - 1419)
- Curello Ciccaro † (1419 - 1429)
- Tommaso Ammirato, O.S.B. † (1429 - 1438)
- Guido Giudano, O.F.M. † (1438 - 1453)
- Antonio Ricci † (1453 - 1483)
- Roberto Caracciolo, O.F.M. † (1484 - 1485)
- Antonio Tolomei † (1485 - 1498)
  - Luigi d'Aragona † (1498 - 1502) (administrador apostólico)
- Giacomo Piscicelli † (1502 - 1507)
- Pietro Matteo d'Aquino † (1508 - 1511)
- Ugolino Martelli † (1511 - 1517)
- Giovanni Antonio Acquaviva d'Aragona † (1517 - 1525)
- Consalvo di Sangro † (1525 - 1530)
- Alfonso di Sangro † (1530 - 1534)
  - Ippolito de' Medici † (1534 - 1535) (administrador apostólico)
- Giovanni Battista Castromediano † (1535 - 1552)
- Braccio Martelli † (1552 - 1560)
  - Giovanni Michele Saraceni † (1560 - 1560) (administrador apostólico)
- Annibale Saraceno † (1560 - 1591)
- Scipione Spina † (1591 - 1639)
- Luigi Pappacoda † (1639 - 1670)
- Antonio Pignatelli † (1671 - 1682)
- Michele Pignatelli, C.R. † (1682 - 1695)
- Fabrizio Pignatelli † (1696 - 1734)
- Giuseppe Maria Ruffo di Bagnara † (1735 - 1744)
- Scipione Sersale † (1744 - 1751)
- Alfonso Sozy Carafa, C.R.S. † (1751 - 1783)
  - Sede vacante (1783-1792)
- Salvatore Spinelli, O.S.B. † (1792 - 1797)
  - Sede vacante (1797-1818)
- Nicola Caputo † (1818 - 1862)
  - Sede vacante (1862-1872)
- Valerio Laspro † (1872 - 1877)
- Salvatore Luigi Zola, C.R.L. † (1877 - 1898)
- Evangelista Di Milia, O.F.M.Cap. † (1898 - 1901)
- Gennaro Trama † (1902 - 1927)
- Alberto Costa † (1928 - 1950)
- Francesco Minerva † (1950 - 1981)
- Michele Mincuzzi † (1981 - 1988)
- Cosmo Francesco Ruppi † (1988 - 2009)
- Domenico Umberto D'Ambrosio (2009 - 2017)
- Michele Seccia (2017 - 2025)
- Angelo Raffaele Panzetta (desde 2025)